# Joseph Léon de Garidel-Thoron
Joseph Léon de Garidel-Thoron est né le 5 novembre 1881 au château de Beaumont à Agonges et mort le 16 avril 1942 au château du Grand Monceau à Agonges. C’est un acteur majeur du syndicalisme agricole français au niveau départemental (Allier), régional (Bourbonnais) et national.

## Biographie
Léon de Garidel-Thoron est issu d’une famille de vieille noblesse de Provence, originaire du comté de Nice, qui a donné, aux XIVe et XVe siècles des militaires distingués dans les armées des rois de Naples et des ducs de Savoie et dont la filiation existe depuis 1460.
Fils du marquis Joachim de Garidel-Thoron, président de la Société d’agriculture de l'Allier pendant 64 ans et censeur de la Banque de France pendant 59 ans, le comte Léon de Garidel-Thoron, est né au château de Beaumont à Agonges dans l’Allier le 5 novembre 1881.
Léon de Garidel-Thoron obtient un diplôme des Sciences morales et politiques et une licence en droit. Il épousa le 7 février 1907 en l’église de Saint-Aubin de Baubigné (Deux-Sèvres), Agnès de Chabot (1883-1967), fille du vicomte Gérard de Chabot (1854-1928), conseiller général du canton de Châtillon-sur-Sèvres, et d’Irène Foucher de Brandois (1861-1886).

## Contributions au Monde agricole
À l’instar de son plus jeune frère François, la vie de Léon de Garidel-Thoron a été consacrée tout entière à l’agriculture qu’il aimait par-dessus tout et à laquelle il apportait un dévouement sans limite. Propriétaire exploitant à Beaumont dans la commune d’Agonges, la Mutualité Agricole de l’Allier avait trouvé en lui un défenseur particulièrement actif et un représentant qualifié en tant que président. Son rayonnement s’effectua par le biais de responsabilités tant au niveau départemental et régional que national.

### Sphère départementale (Allier)
Sur le plan départemental, Léon de Garidel-Thoron exerça les fonctions suivantes :
- Président fondateur du Syndicat agricole d’Agonges[9]
- Président des Caisses Agricoles d’Assurances Sociales et d’Allocations Familiales de l’Allier de 1930 à 1942[10]
- Président du Conseil d’administration de la Société anonyme des immeubles du cours de Bercy à Moulins[8]
- Membre de la chambre d’agriculture de l’Allier comme représentant des Associations agricoles mutuelles[11]
- Administrateur du Crédit agricole de l’Allier[9]
- Administrateur de la Coopérative agricole de l’Allier[9]
- Administrateur de la Mutuelle agricole du Centre à Bourges[12]
- Vice-président des Caisses Incendie et Bétail de l’Allier[13]

### Sphère régionale (Bourbonnais)
Sur le plan régional, Léon de Garidel-Thoron exerça les fonctions suivantes :
- Membre du conseil régional de la Corporation Nationale Paysanne[9]
- Membre du conseil de l’Union Régionale corporative de l’Allier[11]
- Vice-président de la caisse de Réassurance régionale[11]

### Sphère nationale
Sur le plan national, Léon de Garidel-Thoron exerça les fonctions suivantes :
- Administrateur de la Fédération nationale corporative de la Mutualité agricole à Paris[9]
- Administrateur des Caisses Centrales de Réassurances à Paris[11]

## Engagements associatifs
D’un tempérament très social, le comte Léon de Garidel-Thoron fut reçu comme membre permanent du Nouveau Cercle le 10 mars 1919 à la suite du parrainage du comte de Loisne et du comte Antoine de Nicolay,.  Il rejoindra son frère François au sein du Jockey Club en tant que membre permanent le 18 mai 1919 a la suite du parrainage du comte de Waldner de Freundstein et le vicomte Philippe de Chabot. Léon de Garidel-Thoron était également membre permanent du Cercle d’Escrime d’Anjou, à la suite de son admission en mars 1914, ainsi que du Cercle des Veneurs à partir de juin 1914.

## Hommages
Une nécrologie dressée dans le quotidien Le progrès de l’Allier en date du vendredi 17 avril 1942 affirme que « le comte de Garidel-Thoron, que l’on rencontrait dans toutes les manifestations agricoles de notre région, était une grande intelligence et un homme d’une aménité extrême, toujours prêt à rendre service à ses compatriotes. Aussi, avait-il acquis dans l’Allier une grande popularité. Sa forte notion du devoir, qui lui faisait accepter toutes les missions nouvelles, son caractère droit, ses sentiments élevés et délicats, ses connaissances en matière d’agriculture, l’avaient fait apprécier et estimer de tous ceux qui le connaissaient et qui admiraient en lui une haute valeur morale et professionnelle ».
Dans une nécrologie parue le 1er mai 1942 dans le journal le Travailleur de la Terre, il est précisé que « M. de Garidel s’acquittait de ses nombreuses charges avec une conscience supérieure. Sa foi dans la mutualité agricole et dans la Corporation paysanne était entière et son dévouement sans limite. Peut-être même a-t-il été victime de ce dévouement extrême. Pendant toute la période des hostilités, il avait assuré la direction des Mutuelles agricoles en l’absence de leur directeur, s’astreignant presque quotidiennement à des déplacements entre sa résidence et Moulins qu’il effectuait surtout à bicyclette. Il avait maintenu cette activité jusqu’à ces derniers jours. Respectueux de l’ordre et l’autorité, il donnait ainsi l’exemple de l’action et de l’abnégation, malgré les difficultés de circulation et celles des temps présents. Sa disparition cause un grand vide dans la Mutualité agricole bourbonnaise. L’estime dont il jouissait s’est traduite par une affluence énorme qui l’accompagnait à sa dernière demeure malgré les difficultés de déplacement. »
Enfin, dans le cadre de l’Assemblée générale des Mutuelles agricoles de l’Allier tenues le 30 mai 1942 Léon de Garidel-Thoron est évoqué de la manière suivante, à la suite de son décès précipité : « un ami qui avait su conquérir tous les cœurs et toutes les sympathies. C’est avec les Mutuelles agricoles de l’Allier que M. de Garidel est entré dans la vie publique. Il s’était ensuite attaché à leur sort et leur avait consacré ainsi qu’à la cause agricole en général tout son dévouement qui était infini et son intelligence était grande. Chacun de vous se rappelle sans aucun doute le plaisir qu’il avait à être parmi nous, notamment pour nos Assemblées générales et celui encore plus grand qu’il éprouvait à rendre service à son prochain. Aussi avait-il justement acquis une grande popularité parmi le monde agricole du département tout entier. Sa forte notion du devoir lui faisait accepter toutes les taches, toutes les missions nouvelles, son caractère droit, ses sentiments élevés et délicats, ses connaissances enfin, l’avaient fait apprécier et estimer de tous ceux qui le connaissaient et qui admiraient en lui une haute valeur morale et professionnelle. »